# Eurillas
Eurillas – rodzaj ptaków z rodziny bilbili (Pycnonotidae).

## Występowanie
Rodzaj obejmuje gatunki występujące w Afryce Subsaharyjskiej.

## Morfologia
Długość ciała 16–17 cm, masa ciała samców 17–35 g, samic 12,5–32 g.

## Systematyka

### Etymologia
Greckie ευρυς eurus – szeroki; ιλλας illas, ιλλαδος illados – drozd.

### Podział systematyczny
Takson niedawno wyodrębniony z Andropadus. Do rodzaju należą następujące gatunki:
- Eurillas latirostris (Strickland, 1844) – brązownik wąsaty
- Eurillas virens (Cassin, 1857) – brązownik zielony
- Eurillas gracilis (Cabanis, 1880) – brązownik szarawy
- Eurillas ansorgei (E. Hartert, 1907) – brązownik mały
- Eurillas curvirostris (Cassin, 1859) – brązownik krzywodzioby